# 西河川主廟
西河川主廟位於重慶市銅梁縣民興街道，文物遺址年代為清代，2009年12月15日列為第二批重慶市文物保護單位。